# Tapsa
Der Tempel Tapsa (kor. 탑사) ist ein Pagodentempel und befindet sich am Fuße des Maisan im Maisan Provinzpark, Landkreis Jinan, Provinz Jeollabuk-do.

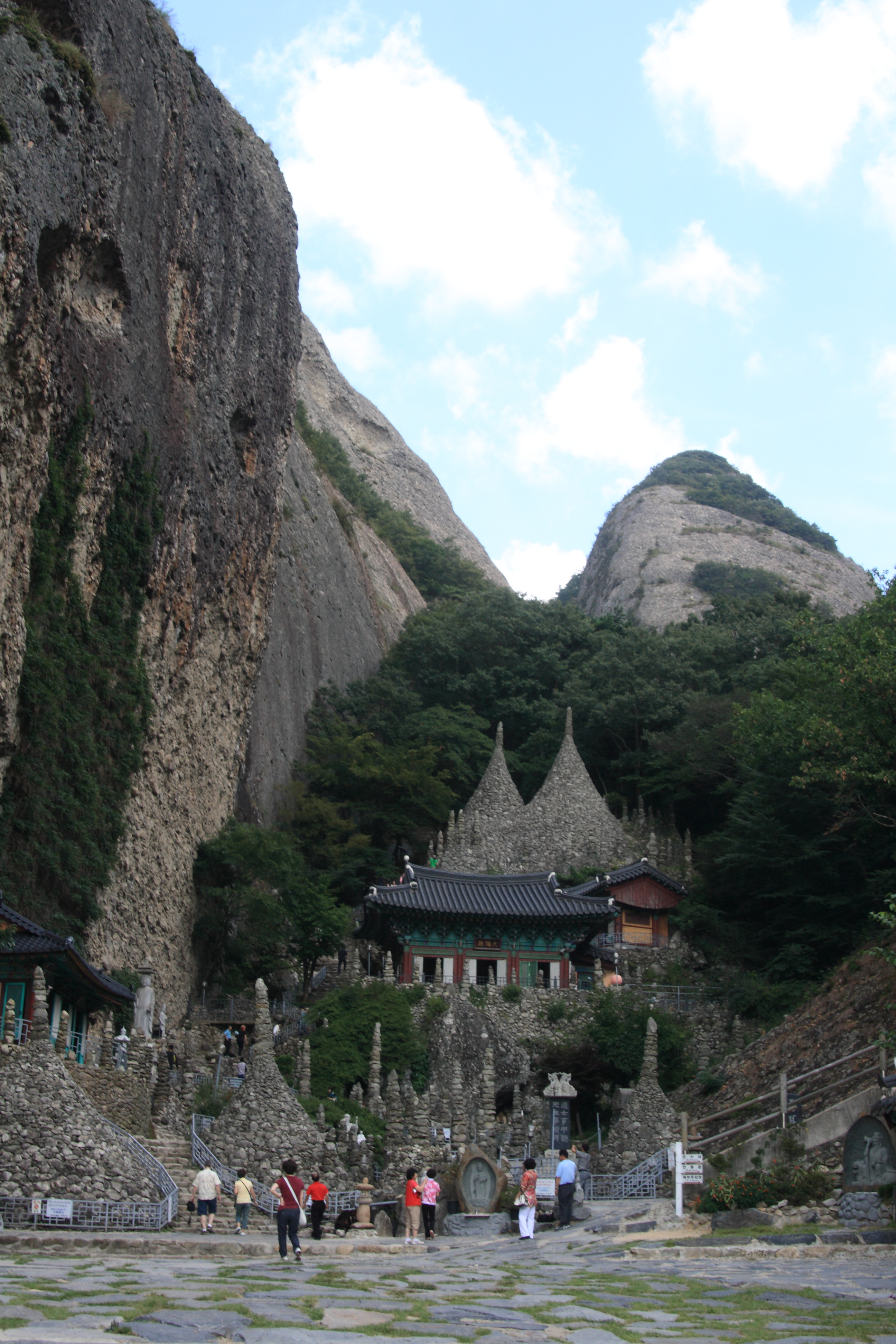
Tapsa mit den Steinpagoden

Der Einsiedler Yi Gap-yong (1860–1957) kam im Alter von 25 Jahren zum Maisan, um hier der Meditation nachgehen zu können. Während der nächsten Jahrzehnte errichtete er um die 120 Steinpagoden ohne Mörtel oder einen ähnlichen Befestigungsstoff. Die Steingebilde, die teilweise eine Höhe von 10 Metern besitzen, errichtete er ohne technische Hilfsmittel. Die Pagoden trotzen bis heute jedem Wind und Wetter.